# مشاع عشايري مراد احمدي و شركائ (غرمسار كرمان)
مشاع عشایري مراد احمدي وشرکائ (بالإنجليزية: Masha-ye Ashayiri Morad Ahmadi va Shorkay)‏ هي منطقة سكنية تقع في إيران في قسم غرمسار الریفي. يقدر عدد سكانها بـ 85 نسمة .